# Nathaniel Reilly-O'Donnell
Nathaniel Reilly-O'Donnell (Londres, 13 de abril de 1988) es un deportista británico que compitió en remo.
Ganó tres medallas en el Campeonato Mundial de Remo entre los años 2011 y 2015, y una medalla de oro en el Campeonato Europeo de Remo de 2015.

## Palmarés internacional
| Campeonato Mundial | Campeonato Mundial       | Campeonato Mundial | Campeonato Mundial |
| Año                | Lugar                    | Medalla            | Prueba             |
| ------------------ | ------------------------ | ------------------ | ------------------ |
| 2011               | Bled (Eslovenia)         | Medalla de plata   | Ocho con timonel   |
| 2014               | Ámsterdam (Países Bajos) | Medalla de oro     | Ocho con timonel   |
| 2015               | Aiguebelette (Francia)   | Medalla de oro     | Dos con timonel    |
| Campeonato Europeo |                          |                    |                    |
| Año                | Lugar                    | Medalla            | Prueba             |
| 2015               | Poznań (Polonia)         | Medalla de oro     | Cuatro sin timonel |